# جيمس أ. دريك
جيمس أ. دريك (بالإنجليزية: James A. Drake)‏ هو مقدم برامج إذاعية أمريكي، ولد في 1944.